# Estadi Nuevo Mirandilla
L'Estadi Nuevo Mirandilla, anteriorment denominat Ramón de Carranza, és el recinte on juga els partits com a local el Cadis CF, que n'és el propietari. Inaugurat el 2 de setembre de 1955, l'estadi té una capacitat de 20.724 espectadors i unes dimensions de 103m x 68m. Es va estrenar amb un partit contra el Barça.

## Història
A principis de l'dècada dels anys 50, en alguns sectors esportius de la ciutat de Cadis es debatia crear un estadi perquè el club de la ciutat pogués jugar els seus partits amb el suport dels seus aficionats. S'havia de triar entre dos emplaçaments, un als terrenys del camp de la Mirandilla i l'altre als terrenys del barri de la Laguna. Al final, s'escolliren els terrenys del nou barri de la Laguna i es començaren les obres al mes de maig de 1954. L'any següent, el 1955, finalitzaren les obres. Els arquitectes foren Manuel Muñoz Monasterio i Fernández Pujol.
El camp ocupava 26.400 m² (el terreny de joc era de 106m x 68m) i tenia una forma ovalada. L'estadi fou anomenat amb el nom de l'alcalde d'aquella època, que es deia Ramón de Carranza.
El 3 de setembre de 1955 s'inaugurà l'estadi amb un torneig inaugural anomenat Trofeo Inaugural, entre el Cadis CF i el FC Barcelona, que va guanyar l'equip català amb un contundent 0 a 4.
Fins a l'any 1984, no hi va haver modificacions, i aquell any es va remodelar el gol nord, en el qual es va aixecar un gol de nova construcció. Amb aquesta remodelació es va arribar a una capacitat de 23.000 persones. També es va plantejar en fer una segons fase de remodelació que consistia aixecar una construcció al gol sud igual que la del gol nord, però mai s'ha portat a cap.
L'any 1997 es va instal·lar el marcador electrònic, que va substituir per les taules manuals. Aquest marcador no va durar gaire que es va avariar i en un temporal es va ensorrar i a causa d'això tornaren a les taules manuals.
El març de 2003 es van començar les obres de demolició de l'estadi, ja que aixecarien un nou estadi als mateixos terrenys. L'1 de maig de 2004 es va obrir al públic la nova grada de Preferència en el partit del Cadis contra el Còrdova CF. Encara que el gol sud va haver d'esperar a ser inaugurat fins al primer partit del Trofeu Ramón de Carranza aquell mateix any, el 2003.
L'any 2005 es va presentar la segona fase de remodelació, que consistia en la remodelació del gol nord i la tribuna. L'any 2012 acabà la remodelació final de l'estadi i es rebatejà com a Nuevo Estadio Ramón de Carranza.
Des de l'any 2020 es va iniciar el procediment pel canvi de nom de l'estadi (en virtut de la llei de memòria històrica). El canvi de nom no es va materialitzar ràpidament per problemes amb els processos participatius en els quals es volia decidir el futur nom, i no fou fins a 2021 que es va canviar oficialment.